# Citadel van de Ho-dynastie
De Citadel van de Ho-dynastie (Vietnamees: Thành nhà Hồ) is een citadel gelegen in de gemeente Tây Giai in het district Vĩnh Lộc van de provincie Thanh Hóa in Vietnam. De citadel werd gebouwd in het begin van de 15e eeuw tijdens de Ho-dynastie. De rechthoekige, bijna vierkante verdedigingsconstructie, met een lengte van 883,5 m en een breedte van 870,5 m, heeft vier toegangspoorten, met een hoofdingang op de zuidzijde waarvan de poort 15,17 m breed en 9,5 m hoog is. De structuur werd gebouwd met stenen blokken, elk met de afmetingen 2 x 1 x 0,70 m. Voornamelijk de poorten zijn nog bewaard gebleven, het grootste gedeelte van de citadel en de ommuring is een ruïne.
Op 27 juni 2011 werd de citadel van de Ho-dynastie op de 35e sessie van de Commissie voor het Werelderfgoed door UNESCO erkend als werelderfgoed en aan de lijst toegevoegd.
Complex van Huémonumenten · Hạ Longbaai · Oude stad Hội An · Heiligdom My Son · Nationaal park Phong Nha-Kẻ Bàng · Centrale sector van de Keizerlijke stad van Thăng Long · Landschapscomplex Trang An